# Liste der Einträge im National Register of Historic Places im Kanawha County
Diese Liste der Einträge im National Register of Historic Places im Kanawha County enthält alle im Kanawha County, West Virginia in das National Register of Historic Places eingetragenen Gebäude, Bauwerke, Objekte, Stätten oder historischen Distrikte.
Diese Liste entspricht dem Bearbeitungsstand des National Park Service/National Register of Historic Places vom 4. Oktober 2024.

## Legende
| NRHP | Historic Place             |
| HD   | National Historic District |

## Ehemalige Einträge
| [ 2 ] | Name                | Bild | Eintragsdatum                 | Lage                                              | Ort   | Beschreibung |
| ----- | ------------------- | ---- | ----------------------------- | ------------------------------------------------- | ----- | --- |
| 1     | Mother Jones Prison |      | 27. Apr. 1992 ID-Nr. 92001876 | 305 Center Street 38° 12′ 38,2″ N, 81° 23′ 1,3″ W | Pratt | Am 22. April 1992 als National Historic Landmark ausgewiesen und der Status im Jahr 1997 aufgehoben, nachdem das Gebäude im Jahr 1996 abgerissen wurde. |